# آکیرا (بازیگر)
آکیرا (انگلیسی: Akira; ۲۳ اوت ۱۹۸۱ – ) بازیگر، خواننده، رقصنده، و بازیگر تلویزیون اهل ژاپن بود. وی از سال ۱۹۹۷ میلادی تاکنون مشغول فعالیت بوده‌است.
از فیلم‌ها یا برنامه‌های تلویزیونی که وی در آن نقش داشته‌است می‌توان به گمشده در ترجمه اشاره کرد.